# Lycodes yamatoi
Lycodes yamatoi és una espècie de peix de la família dels zoàrcids i de l'ordre dels perciformes.

## Hàbitat
És un peix marí, de clima temperat i demersal.

## Distribució geogràfica
Es troba als mars del Japó i d'Okhotsk.

## Observacions
És inofensiu per als humans.